# Kanton Sournia
Der Kanton Sournia war bis 2015 ein französischer Wahlkreis im Arrondissement Prades, im Département Pyrénées-Orientales und in der Region Languedoc-Roussillon. Sein Hauptort war Sournia. Vertreter im Generalrat des Départements war zuletzt von 2004 bis 2015 Alain Boyer.
Der Kanton war 149,05 km² groß und hatte 1277 Einwohner (Stand 1. Januar 2012).

## Gemeinden
Der Kanton bestand aus elf Gemeinden:
| Gemeinde            | Einwohner Jahr | Fläche km² | Bevölkerungsdichte | Code INSEE | Postleitzahl |
| ------------------- | -------------- | ---------- | ------------------ | ---------- | ------------ |
| Arboussols          | 105 (2013)     | 14,08      | 7 Einw./km²        | 66007      | 66320        |
| Campoussy           | 44 (2013)      | 17,04      | 3 Einw./km²        | 66035      | 66730        |
| Felluns             | 59 (2013)      | 6,61       | 9 Einw./km²        | 66076      | 66730        |
| Pézilla-de-Conflent | 55 (2013)      | 6,85       | 8 Einw./km²        | 66139      | 66730        |
| Prats-de-Sournia    | 74 (2013)      | 8,01       | 9 Einw./km²        | 66151      | 66730        |
| Rabouillet          | 113 (2013)     | 19,21      | 6 Einw./km²        | 66156      | 66730        |
| Sournia             | 501 (2013)     | 29,99      | 17 Einw./km²       | 66198      | 66730        |
| Tarerach            | 55 (2013)      | 8,16       | 7 Einw./km²        | 66201      | 66320        |
| Trévillach          | 140 (2013)     | 17,24      | 8 Einw./km²        | 66215      | 66130        |
| Trilla              | 64 (2013)      | 8,96       | 7 Einw./km²        | 66216      | 66220        |
| Le Vivier           | 84 (2013)      | 12,9       | 7 Einw./km²        | 66234      | 66730        |

## Bevölkerungsentwicklung
| 1962 | 1968 | 1975 | 1982 | 1990 | 1999 | 2009 |
| ---- | ---- | ---- | ---- | ---- | ---- | ---- |
| 1455 | 1286 | 1152 | 1094 | 1060 | 999  | 1216 |